# Dalton Knecht

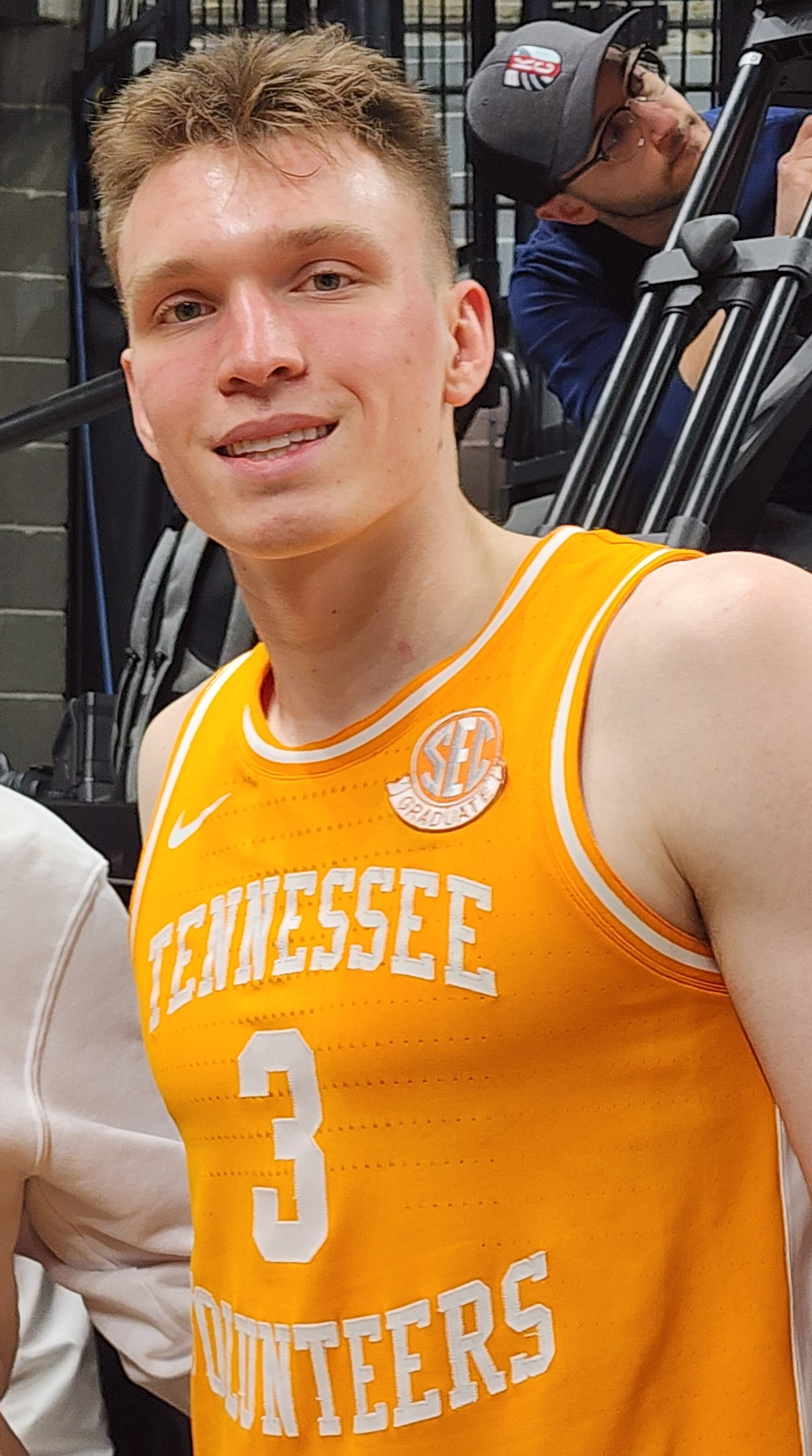
Dalton Knecht, 2024.

Dalton Douglas Knecht, född 19 april 2001 i Fargo i North Dakota, är en amerikansk professionell basketspelare (SF) som spelar för Los Angeles Lakers i National Basketball Association (NBA).
Han draftades av Los Angeles Lakers i första rundan i 2024 års draft som 17:e spelare totalt.
Innan Knecht blev proffs studerade han först på University of Northern Colorado och spelade för deras idrottsförening Northern Colorado Bears. Knecht blev senare överförd till University of Tennessee för spel i Tennessee Volunteers.